# Superprestige 2022-2023
Navigation
2021-2022 2023-2024
Le Superprestige 2022-2023 est la 41e édition du Superprestige, compétition qui se déroule entre le 29 octobre 2022 et le 11 février 2023. Le challenge est composé de sept manches pour les élites hommes et femmes qui ont lieu en Belgique. Toutes les épreuves font partie du calendrier de la saison de cyclo-cross 2022-2023. Sur certaines d'entre elles, des courses espoirs ou juniors sont organisées mais n'entrent pas dans le cadre d'un classement général.
Le Noordzeecross de Middelkerke, absent la saison précédente est de retour tandis que le cyclo-cross de Gieten disparait du calendrier. Contrairement aux saisons précédentes, il n'y a pas de manche néerlandaise au calendrier.

## Barème
Les 15 premiers de chaque course marquent des points pour le classement général selon le tableau suivant :
| Position           | 1er | 2e | 3e | 4e | 5e | 6e | 7e | 8e | 9e | 10e | 11e | 12e | 13e | 14e | 15e |
| Classement général | 15  | 14 | 13 | 12 | 11 | 10 | 9  | 8  | 7  | 6   | 5   | 4   | 3   | 2   | 1   |

## Hommes élites

### Résultats
| # | Date        | Lieu                                       | Vainqueur      | Deuxième             | Troisième              | Leader du classement général |
| - | ----------- | ------------------------------------------ | -------------- | -------------------- | ---------------------- | ---------------------------- |
| 1 | 29 octobre  | Ruddervoorde (Cyclo-cross de Ruddervoorde) | Eli Iserbyt    | Laurens Sweeck       | Lars van der Haar      | Eli Iserbyt                  |
| 2 | 11 novembre | Niel (Jaarmarktcross)                      | Laurens Sweeck | Lars van der Haar    | Michael Vanthourenhout | Laurens Sweeck               |
| 3 | 19 novembre | Merksplas (Cyclo-cross de Merksplas)       | Laurens Sweeck | Lars van der Haar    | Michael Vanthourenhout | Laurens Sweeck               |
| 4 | 3 décembre  | Boom (Cyclo-cross de De Schorre Boom)      | Tom Pidcock    | Lars van der Haar    | Eli Iserbyt            | Laurens Sweeck               |
| 5 | 27 décembre | Heusden-Zolder (GP Eric De Vlaeminck)      | Wout van Aert  | Mathieu van der Poel | Lars van der Haar      | Lars van der Haar            |
| 6 | 28 décembre | Diegem (Cyclo-cross de Diegem)             | Wout van Aert  | Tom Pidcock          | Mathieu van der Poel   | Lars van der Haar            |
| 7 | 7 janvier   | Gullegem (Hexia Cross)                     | Wout van Aert  | Eli Iserbyt          | Michael Vanthourenhout | Lars van der Haar            |
| 8 | 11 février  | Middelkerke (Noordzeecross)                | Eli Iserbyt    | Lars van der Haar    | Laurens Sweeck         | Lars van der Haar            |

### Classement général
| Pos. | Coureuse               | Équipe                   | RUD | NIE | MRK | BOO | ZOL | DIE | GUL | MID | Points |
| ---- | ---------------------- | ------------------------ | --- | --- | --- | --- | --- | --- | --- | --- | ------ |
| 1    | Lars van der Haar      | Baloise Trek Lions       | 3   | 2   | 2   | 2   | 3   | 6   | 4   | 2   | 104    |
| 2    | Eli Iserbyt            | Pauwels Sauzen-Bingoal   | 1   | 4   | 4   | 3   | 11  | 4   | 2   | 1   | 98     |
| 3    | Michael Vanthourenhout | Pauwels Sauzen-Bingoal   | 5   | 3   | 3   | 4   | 5   | 5   | 3   | 9   | 91     |
| 4    | Laurens Sweeck         | Crelan-Fristads          | 2   | 1   | 1   | 5   | 8   | 11  | -   | 3   | 81     |
| 5    | Kevin Kuhn             | Tormans Cyclo Cross Team | 10  | 9   | 9   | 8   | 9   | 10  | 5   | 6   | 62     |
| 6    | Niels Vandeputte       | Alpecin-Deceuninck       | 8   | 7   | 6   | 10  | 10  | 18  | 8   | 8   | 55     |
| 7    | Tom Pidcock            | Ineos Grenadiers         | -   | -   | 7   | 1   | 4   | 2   | -   | -   | 50     |
| 8    | Wout van Aert          | Jumbo-Visma              | -   | -   | -   | -   | 1   | 1   | 1   | -   | 45     |
| 9    | Quinten Hermans        | Tormans Cyclo Cross Team | 4   | -   | -   | -   | 7   | 7   | 6   | -   | 40     |
| 10   | Toon Vandebosch        | Alpecin-Deceuninck       | 6   | 6   | 11  | 12  | 12  | 16  | -   | 11  | 38     |

## Femmes élites

### Résultats
| # | Date        | Lieu                                       | Vainqueur        | Deuxième             | Troisième            | Leader du classement général |
| - | ----------- | ------------------------------------------ | ---------------- | -------------------- | -------------------- | ---------------------------- |
| 1 | 29 octobre  | Ruddervoorde (Cyclo-cross de Ruddervoorde) | Denise Betsema   | Inge van der Heijden | Ceylin Alvarado      | Denise Betsema               |
| 2 | 11 novembre | Niel (Jaarmarktcross)                      | Ceylin Alvarado  | Denise Betsema       | Inge van der Heijden | Denise Betsema               |
| 3 | 19 novembre | Merksplas (Cyclo-cross de Merksplas)       | Ceylin Alvarado  | Denise Betsema       | Inge van der Heijden | Ceylin Alvarado              |
| 4 | 3 décembre  | Boom (Cyclo-cross de De Schorre Boom)      | Aniek van Alphen | Denise Betsema       | Shirin van Anrooij   | Denise Betsema               |
| 5 | 27 décembre | Heusden-Zolder (GP Eric De Vlaeminck)      | Ceylin Alvarado  | Inge van der Heijden | Lucinda Brand        | Denise Betsema               |
| 6 | 28 décembre | Diegem (Cyclo-cross de Diegem)             | Puck Pieterse    | Shirin van Anrooij   | Ceylin Alvarado      | Ceylin Alvarado              |
| 7 | 7 janvier   | Gullegem (Hexia Cross)                     | Ceylin Alvarado  | Inge van der Heijden | Denise Betsema       | Ceylin Alvarado              |
| 8 | 11 février  | Middelkerke (Noordzeecross)                | Ceylin Alvarado  | Lucinda Brand        | Annemarie Worst      | Ceylin Alvarado              |

### Classement général
| Pos. | Coureuse                 | Équipe                 | RUD | NIE | MRK | BOO | ZOL | DIE | GUL | MID | Points |
| ---- | ------------------------ | ---------------------- | --- | --- | --- | --- | --- | --- | --- | --- | ------ |
| 1    | Ceylin Alvarado          | Alpecin-Deceuninck     | 3   | 1   | 1   | 7   | 1   | 3   | 1   | 1   | 110    |
| 2    | Inge van der Heijden     | 777                    | 2   | 3   | 3   | 5   | 2   | 4   | 2   | 4   | 103    |
| 3    | Denise Betsema           | Pauwels Sauzen-Bingoal | 1   | 2   | 2   | 2   | 5   | 8   | 3   | 6   | 99     |
| 4    | Aniek van Alphen         | 777                    | 6   | 4   | 7   | 1   | 6   | 10  | -   | -   | 62     |
| 5    | Marion Norbert-Riberolle | Crelan-Fristads        | 5   | 7   | 8   | 13  | 8   | 18  | 6   | 7   | 58     |
| 6    | Zoe Bäckstedt            | EF Education-Tibco-SVB | 10  | 11  | 5   | -   | -   | 7   | 4   | -   | 43     |
| 7    | Annemarie Worst          | 777                    | 4   | -   | -   | -   | 7   | 9   | -   | 3   | 41     |
| 8    | Lucinda Brand            | Baloise Trek Lions     | -   | -   | 4   | DNF | 3   | -   | -   | 2   | 39     |
| 9    | Sanne Cant               | Crelan-Fristads        | 7   | 5   | 12  | DNF | -   | -   | 5   | -   | 35     |
| 10   | Manon Bakker             | Crelan-Fristads        | 16  | 6   | 6   | 10  | -   | -   | -   | 11  | 26     |

## Hommes juniors

### Résultats
| # | Date        | Lieu                                       | Vainqueur            | Deuxième            | Troisième        |
| - | ----------- | ------------------------------------------ | -------------------- | ------------------- | ---------------- |
| 1 | 29 octobre  | Ruddervoorde (Cyclo-cross de Ruddervoorde) | Willem Janssens      | Sil De Brauwere     | Stan Van Grieken |
| 2 | 11 novembre | Niel (Jaarmarktcross)                      | Guus van den Eijnden | Robbe Marchand      | Wies Nuyens      |
| 3 | 19 novembre | Merksplas (Cyclo-cross de Merksplas)       | Wies Nuyens          | Floris Haverdings   | Lars Van Loocke  |
| 4 | 3 décembre  | Boom (Cyclo-cross de De Schorre Boom)      | Guus van den Eijnden | Seppe van den Boer  | Václav Ježek     |
| 5 | 27 décembre | Heusden-Zolder (GP Eric De Vlaeminck)      | Seppe van den Boer   | Yordi Corsus        | Václav Ježek     |
| 6 | 28 décembre | Diegem (Cyclo-cross de Diegem)             | Senna Remijn         | Viktor Vandenberghe | Václav Ježek     |
| 7 | 7 janvier   | Gullegem (Hexia Cross)                     | Zsombor Takács       | Yoren Vanhoudt      | Lars Van Loocke  |
| 8 | 11 février  | Middelkerke (Noordzeecross)                | Yordi Corsus         | Seppe van den Boer  | Robbe Marchand   |

## Femmes juniors

### Résultats
| # | Date      | Lieu                   | Vainqueur  | Deuxième       | Troisième      |
| - | --------- | ---------------------- | ---------- | -------------- | -------------- |
| 1 | 7 janvier | Gullegem (Hexia Cross) | Lise Klaës | Roxanne Takken | Haylee Johnson |